# 安謝塔 (聖埃斯皮里圖州)

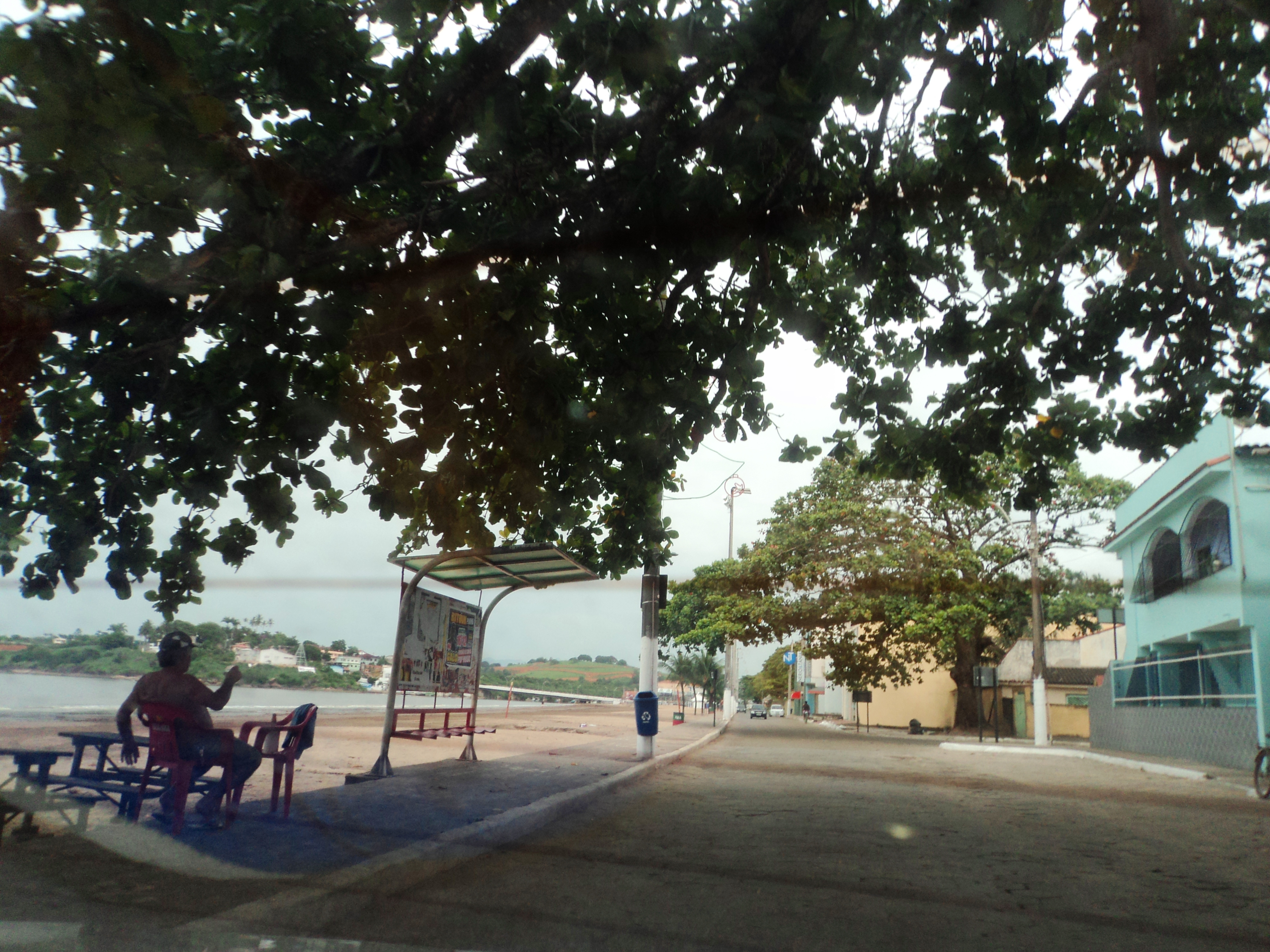
安謝塔

安謝塔（葡萄牙語：Anchieta），是巴西的城鎮，位於該國東南部，由聖埃斯皮里圖州負責管轄，始建於1869年8月15日，面積409平方公里，海拔高度2米，2010年人口23,902，人口密度每平方公里58.41人。